# ハンガリー第二共和国

ハンガリー共和国
Magyar Köztársaság (ハンガリー語)

国歌: Himnusz（ハンガリー語）
賛称

ハンガリー共和国の位置（1949年）

ハンガリー第二共和国（ハンガリーだいにきょうわこく）は、ハンガリー王国の後継として1946年2月1日に成立した議院内閣制の国家である。
正式な国号はハンガリー共和国（ハンガリー語: Magyar Köztársaság）で、ハンガリーで最初の共和政体であったハンガリー民主共和国（第一共和国）に次ぐものとして第二共和国と呼ばれる。

## 歴史

### 前史
第二次世界大戦によってハンガリーは、1944年10月29日から1945年2月13日にかけてのブダペスト包囲戦によって、ブダペストが壊滅的被害を受けたほか、全土に大きな戦災を受けた。1944年12月21日にソビエト連邦占領域で、ハンガリー民族独立戦線（独立小農業者党、ハンガリー共産党、社会民主党、全国農民党、労働組合などの連合）および軍の一部によってハンガリー臨時国民政府が成立し、ドイツと共同する矢十字党政権（国民統一政府）と戦った。ハンガリーはこの過程で全土がソビエト連邦の占領域となり、ソビエト連邦元帥クリメント・ヴォロシーロフがその司令官の座についた。
ソビエト連邦にとって自国の防衛圏として重要視されていたのはフィンランドの国境地帯、ベッサラビア、バルト諸国であり、それに次ぐのがポーランド、ブルガリア、ルーマニアであった。ハンガリーは当時東西の中間地域であると見なされており、具体的な戦後国家構想は立てられていなかった。ハンガリーは伝統的に保守傾向が強い上に、戦前のハンガリー評議会共和国時代の混乱とそれによる領土の喪失が共産党に強いマイナスイメージを与えていた。さらにソ連において評議会共和国の指導者クン・ベーラらが粛清されたこともあり、組織的にも弱体であった。また戦前から伝統的に親英的国家と見られていた。1944年末にモスクワで開かれた共産党ハンガリー支部（ハンガリー共産党の前身）の会合でも、当面はハンガリー王国時代の摂政ホルティ・ミクローシュ派を含む中間派との連立政権を目指すとしており、その期間は10年から20年になるであろうと見込んでいた。

### 共和国の成立
1945年11月に開催された選挙は、カトリック政党の出馬が禁止されたものの、富農から中小農を支持基盤とする独立小農業者党が57%の票を得て、単独過半数を確保する第一党となった。それに対してラーコシ・マーチャーシュとゲレー・エルネー率いるハンガリー共産党は、わずかに17.4%の票を得たのみであった。選挙前に民族独立戦線の維持がすでに合意されていたために単独政権とはならず、小農業者党の左派であったティルディ・ゾルターンが初代大統領となり、小農業者党のナジ・フェレンツ首相となった。共産党からはラーコシが首相補佐となり、ライク・ラースローが内務大臣になった。ラースローはその任期中にハンガリー国家警察・国家保衛部（Magyar Államrendőrség Államvédelmi Osztálya、略称ÁVO）を設立した。これにより共産党は政治警察の権力を手に入れた。しかしこの時期、ソ連はまだ独立小農業者党と協調する動きを見せていた。1946年2月1日、正式に第二共和国が発足した。共産党は社会民主党、全国農民党と左派連合を結成した。12月にはホルティ派の地下組織が摘発され、小農業者党の一部に連座者が出た。

### 講和と占領の継続
1947年2月10日に締結されたパリ条約によって、ハンガリーは1938年から1941年にかけて獲得した領土を全て放棄することとなった。ウィーン裁定は無効となり、ハンガリー国境は、チェコスロバキアに多少の領域を割譲する以外は、1938年11月1日以前のものとなった。ただしこのうち、1938年以前はチェコスロバキアが有していたカルパティア・ルテニアはソビエト連邦によって併合されている。また、24万人のドイツ人が1946年から1948年にかけて、チェコスロバキア側に人口交換という大義名分の下に送り出された（ドイツ人追放）。小農業者党はこの機会にソ連軍の撤退を望んでいたが、ラーコシら共産党の親ソ連派はソ連軍の駐留継続を望んでいた。結局オーストリアのソ連占領区域との連絡のために「必要な数」のソ連軍が駐留するという事が講和条約で定められた。しかしソ連軍はほとんど移動せず、事実上ソ連の占領が継続されることになった。これ以降、ソ連と小農業者党の対立は決定的な物となる。また賠償としてソ連に対して2億ドル、ユーゴスラビアとチェコスロバキアに対して1億ドルの支払を求められた。1947年度予算の4分の1は賠償支払いに充てられ、完済したのは1953年であった。

### 共産党による権力掌握
1947年2月に独立小農業者党書記長コヴァーチ・ベーラが国家に対するクーデター容疑でソ連軍に逮捕された。共産党は小農業者党の再編を要求し、コヴァーチに近い右派は議員辞職を余儀なくされた。5月にはナジ首相が亡命に追い込まれ、ディンニェーシュ・ラヨシュが後継首相となったが、閣僚の大半は左派連合であった上、小農業者党も分裂し、連立はほとんど名ばかりの物となった。7月にはマーシャル・プラン受け入れ会議の参加要請がアメリカから行われたが、ソ連が反対の意向を示し、共産党は反対に回ったことで参加しないことになった。
8月には「ファシスト、戦犯、民主主義者とその直系」の投票権を排除し、民族独立戦線を改組した人民戦線が候補者を指名する選挙が行われた。共産党を含む左派連合は第一党になり、連立政権を樹立した。しかし投票者の二割を閉め出したと言われる不正選挙にもかかわらず、連立与党は過半数を得られなかった上に、共産党の得票は22％にとどまった。しかし同年のコミンフォルムで共産党政権は一党独裁こそが正しい人民民主主義とされ、ライクをはじめとする共産党内部の連立派も方針転換を行った。1948年6月、共産党は社会民主党と合同してハンガリー勤労者党が成立した。これはハンガリーの人口900万人の内、100万人を党員とする巨大政党であった。7月、大統領ティルディも失脚し、小農業者党左派のドビ・イシュトヴァーン内閣が成立した。

### 第二共和国の崩壊
1949年5月の総選挙では共産党を中心とする人民戦線が圧勝した。その頃ユーゴスラビアがコミンフォルムから除名されたことをうけ、ソ連および東欧で反チトーキャンペーンが開始されていた。6月にはライクら民族派（旧連立派）はユーゴスラビアのスパイなどの容疑をかけられ粛清された。8月14日にはラーコシ内閣が成立し、8月18日、スターリン憲法を基軸とした人民共和国憲法が可決され、2日後に施行された。国名もハンガリー人民共和国に変更され、労働者及び小作農のための国家、全労働者による人民民主主義国家として、社会主義を到達点として国家を展開していくこととなった。そして、赤い星や鎌と槌、麦穂を含めた新しい国章が採択されて、ハンガリー第二共和国は終焉を迎えた。

## 経済
ハンガリーは戦災とソ連軍の略奪によって40％の国家資産を失い、その上でソ連軍の駐留費用と賠償を支払わなければならなかった。さらに戦時中のハンガリーは完全にドイツの経済圏に組み込まれていたため、ドイツの経済はハンガリーの経済をも崩壊させた。1945年5月1日の郵便料金は1ペンゲーであったが、7月1日に3ペンゲー、翌1946年1月には600ペンゲーに達した。1946年1月にはアドーペンゲーが導入されたが、インフレはさらに猛烈な勢いで加速し、3月には2万ペンゲー、5月に200万ペンゲー、7月には40兆ペンゲーに達した。インフレ率は960,000垓％を数え、この記録を破る水準のインフレーションは現在発生していない。8月1日に新通貨フォリントが導入され、1フォリント＝40穣ペンゲーのレートで交換された事によりようやく沈静化した。
1947年からは復興三カ年計画がスタートし、全銀行が国有化された。1948年からは100人以上の労働者を持つ鉱工業企業が国有化され、耕地面積の4割が無償収用され、64万人の農民に与えられるなど農業の社会主義化も開始された。このことによって同年中に経済規模は戦前の水準を回復した。